# Duizendjarig vrederijk
Het Duizendjarig vrederijk of Duizendjarige Rijk is een profetie in het Bijbelboek Openbaring volgens welke Jezus Christus na zijn wederkomst op aarde Satan (de duivel) zal opsluiten en een wereldwijd vrederijk stichten dat duizend jaar duurt. Het geloof in dit duizendjarig rijk wordt ook wel chiliasme genoemd, naar het Griekse woord Χίλιοι (chilioi, duizend). Andere woorden hiervoor zijn millennialisme, millennianisme of millenniarisme, alle afgeleid van millennium, dat duizend jaar betekent.
Het premillennialisme gelooft dat het Duizendjarig vrederijk voorafgegaan wordt door een periode waarin de Messias terugkeert om het millennium voor te bereiden. Het postmillennialisme situeert zijn tweede komst na het millennium, samen met de dag des oordeels. Het amillennialisme beschouwt het Duizendjarige Rijk als een symbolische periode die niet letterlijk zal bestaan.

## Het Duizendjarig vrederijk in de geschiedenis
Speculaties over Jezus' wederkomst hebben tijdens de geschiedenis van het christendom altijd bestaan. In sommige periodes waren de verwachtingen sterker dan in andere, maar meestal speelden het geloof in het einde der tijden en het laatste oordeel (ook wel de Jongste Dag genoemd) hier een rol bij. De vroege christenen, die te lijden hadden onder soms zware vervolgingen door de Romeinse overheid, hadden een sterke eindtijdverwachting. In de brieven van de apostelen komt dit soms sterk naar voren, zoals de uitspraak van Paulus: "De tijd is kort."
The Catholic Encyclopedia zegt: "Bisschop Papias van Hiërapolis, een leerling van St.-Johannes, trad op als voorstander van het millenniarisme. Hij beweerde zijn leer van tijdgenoten van de Apostelen te hebben ontvangen, en Ireneüs vermeldt dat andere "Presbyteri", die de discipel Johannes hadden gezien en gehoord, van hem het geloof in het millenniarisme hadden geleerd als een deel van de leer van de Heer. Volgens Eusebius . . . beweerde Papias in zijn boek dat de opstanding der doden zou worden gevolgd door een duizendjarige periode van een zichtbaar, glorierijk, aards koninkrijk van Christus."

### De periode van het gnosticisme
Marcion trok een letterlijke interpretatie van een Duizendjarig rijk in twijfel. In Phrygië leidde dit tot een heftige tegenreactie op dit gnosticisme en uitte zich in het montanisme, een krachtige beweging van charismatische profeten, geleid door Montanus en twee vrouwen, Prisca en Maximilla. Hun geïnspireerde uitspraken, die werden gesproken in de eerste persoon als afkomstig van de Parakleet, werden op schrift gesteld en verzameld. Hierin werd de verwachting uitgesproken dat het Nieuwe Jeruzalem waarover in de Openbaring van Johannes werd gesproken, tijdens hun leven uit de hemel zou neerdalen op een heuvel in hun eigen Phrygië. Ondanks het feit dat soms hele gemeenschappen in Asia Minor zich bekeerden tot deze sekte en ondanks de verdediging van hun interpretatie door de belangrijkste bekeerling, Tertullianus, werd deze afsplitsing niet door de Kerk erkend. Integendeel, er werd met grote kracht gesteld dat het tijdperk van wonderen en profetieën was geëindigd toen de laatste apostel stierf. Desondanks bleven milennialistische verwachtingen bestaan, ook onder orthodoxe christenen.

### Premillennialisme en amillennialisme
Augustinus hing in zijn eerste periode als theoloog het idee aan dat de geschiedenis in twee delen was opgedeeld. Ten eerste de eeuw van de kerk (deze zou zesduizend jaar duren) en daarna het duizendjarig vrederijk. Dit idee was tot die tijd gangbaar binnen het christendom. Augustinus verschoof al snel richting het amillennialisme. Voor deze verschuiving zijn meerdere oorzaken genoemd.
- Een mogelijke reactie op de donatisten. Augustinus gold als een van hun felste tegenstanders. Zij hingen het premillennialisme aan en hij wilde elke eventuele connectie met hen vermijden.
- Als een reactie op de sensatiebeluste geest rondom de eschatologie in zijn tijd. Het jaar 500 naderde en volgens sommige uitleggers was Jezus 5500 jaar na het ontstaan van de schepping gekruisigd. Zijn duizendjarig vredesrijk zou dus zeer nabij zijn. Dit geloof ging gepaard met uitbundig gefeest. Augustinus wilde daar afstand van nemen.

Augustinus had een voorkeur voor een allegorische interpretatie van Openbaring. Dit gebeurde onder invloed van sommige invloedrijke theologen uit zijn tijd. De theologie van Augustinus van het amillennialisme zou toonaangevend blijven tijdens de middeleeuwen. 

### Het jaar 1000
Door sommige theologen werd toen de stelling geponeerd dat met de geboorte van Christus het Duizendjarig vrederijk al was aangevangen en rond het jaar 1000 zou eindigen. Naarmate dit jaar naderde begonnen steeds meer mensen zich onrustig te voelen. Een massale golf van angst voor het einde der tijden sloeg toe onder de Europeanen: men geloofde dat het Laatste Oordeel aanstaande was. De kerk profiteerde hiervan doordat veel rijke schuldbewuste zondaars hun bezittingen nog snel bij testament overmaakten aan de kerk.

### Reformatie
Ook veel van de reformatoren baseerden zich op de ideeën van Augustinus. Calvijn noemde het idee van premillennialisme in zijn Instituties fictie  en te kinderachtig en niet nodig of waard om te weerleggen. Heinrich Bullinger deed het af als een Joodse droom. De lutherse kerk veroordeelde dit officieel in de Confessie van Augsburg. Tijdens de roerige en vaak bloedige beginperiode van de reformatie, ontstonden veel kleine en grote bewegingen met een sterke verwachting van het naderen van het de einde der tijden. Veel groepen buiten de mainstream van het christendom in die tijd, zoals de hugenoten, de anabaptisten en de hussieten hingen wel het idee van premillennialisme aan. Mede vanwege alle misstanden en excessen die hieruit voortvloeiden (zie sekte), alsook allerlei wilde speculaties, staat het geloof in een letterlijke eindtijd bij veel grote kerkelijke denominaties niet meer prominent op de voorgrond.

### Hedendaagse verwachtingen
Bij het naderen van het jaar 2000 was er echter weer een stijgende eindtijd-verwachting bij vooral evangelisch georiënteerde christenen merkbaar. Het geloof in een letterlijk Duizendjarig vrederijk na de terugkomst van Jezus Christus leeft nu nog het sterkst bij evangelische en fundamentalistische christenen en groeperingen als de Jehova's getuigen.

## Interpretaties
Traditioneel wordt het Duizendjarig vrederijk geïnterpreteerd als het herstel van het paradijs dat werd verloren door Adam en Eva. Veel oudtestamentische profetieën worden toegepast op die periode, zoals die uit Jesaja in de hoofdstukken 2 en 11, waarin bijvoorbeeld staat dat oorlogstuig zal worden omgesmeed tot landbouwgereedschap en dat dieren in harmonie met elkaar en met de mensheid zullen leven.
De profetie in Openbaring wordt zo geïnterpreteerd dat de bevolking van de aarde gevormd zal worden door degenen die de zware godsoordelen en oorlogen hebben overleefd die op het eind van het bewind van de antichrist de mensheid hebben gedecimeerd. Israël zal aan het hoofd van alle volken en landen staan en deze volken zullen jaarlijks opgaan naar de opnieuw opgebouwde Tempel van Jeruzalem om daar eer te bewijzen aan Messias Jezus die als de beloofde Grote Koning uit het Huis van David over Israël en over de hele aarde heersen zal. Tevens zullen delegaties van alle volken jaarlijks het Loofhuttenfeest in Israël meevieren.
De vrede die volgens de profetie tijdens die periode op aarde zal heersen is niet compleet: de zonde zal er nog zijn, zij het zonder de stimulerende aanwezigheid van satan en zijn demonische engelen. Er staat geschreven dat de Messias met ijzeren staf zal heersen; er zal dwang nodig zijn om sommigen in het gareel te houden. Tevens zou er rechtspraak nodig zijn, dus er worden - ondanks de vrede - nog overtredingen geconstateerd. Ook de dood zal er nog steeds zijn hoewel men pas over het algemeen op zeer hoge leeftijd overlijdt. Dat het om een uitwendige vrede gaat die niet bij iedereen inwendig is zal blijken als tegen het einde van het Duizendjarig vrederijk satan uit zijn gevangenschap zal worden losgelaten om hem de kans te geven mensen te verleiden zich tegen het Koningschap van Jezus Christus te verzetten. Volgens de profetie zal een deel van de mensheid hem hierin volgen, maar deze opstand zal teneer worden geslagen waarna definitief met satan wordt afgerekend. Hierna geeft Jezus, de Zoon van God, alle macht die hij uitoefende terug aan God de Vader. Het Duizendjarig vrederijk zal dan afgelopen zijn en overgaan in het Laatste Oordeel, waar over de nog levenden en de verrezen doden door God recht zal worden gesproken. Vervolgens zal er een nieuwe hemel en een nieuwe aarde komen. Op deze nieuwe aarde zal het Nieuwe Jeruzalem vanuit de hemel neerdalen. Zonde, ziekte en dood zullen niet meer zijn. Diegenen die waardig worden bevonden zullen voor altijd in de nabijheid van God mogen verblijven, die de tranen uit hun ogen zal wissen.

### Alternatieve interpretaties

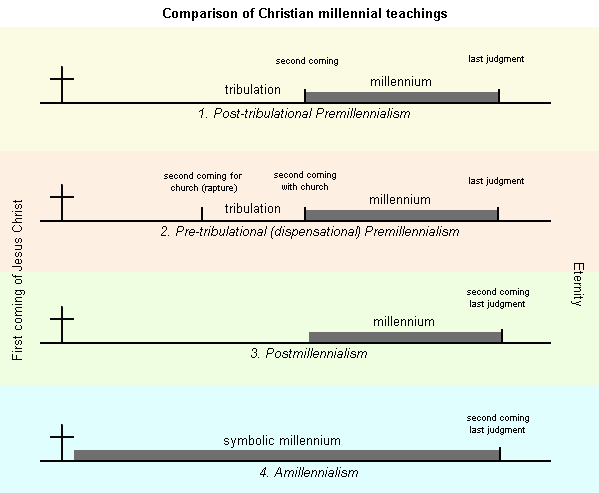
Verschillende visies op de Opname van de gemeente (rapture) en het Duizendjarige rijk (millennium)

Niet alle christenen leggen de profetie in de Openbaring op deze manier uit. Er zijn verschillende stromingen die variëren van een letterlijke interpretatie van de tekst tot de opvatting dat de tekst louter symbolisch moet worden geïnterpreteerd.
Volgens een van de traditionele interpretaties van de Bijbel, wil God met het Duizendjarige vrederijk aantonen dat ook al is de wereld volmaakt ingericht en onder heerschappij van Jezus, veel mensen God niet uit eigen beweging willen volgen en er daarom geen volmaakte vrede kan zijn. Er moet nog een laatste schifting komen tussen hen die het Koninkrijk van God zullen beërven en hen die voor eeuwig van God afgesneden zullen zijn. De bekende apologeet C.S. Lewis vatte dit samen als: "uiteindelijk zal God tijdens het laatste oordeel de mensen die zeiden 'uw wil geschiede' toegang verlenen tot de hemel. De mensen die niks van God wilden weten en zeiden 'mijn wil geschiede' die zullen ook hun zin krijgen en voor eeuwig van God gescheiden worden."
In de 17de eeuw werd door orthodoxe christenen (evangelicals avant la lettre) vaak het postmillennialisme geloofd. Ook zijn er mede dankzij Augustinus (5de eeuw na Chr.) vele christenen door de eeuwen heen geweest die het amillennialisme aanhingen. Ook deze groepen geloven in het duizendjarig rijk, alleen geloven zij dat dit figuurlijk of profetisch is bedoeld, voor een periode van volwassenheid, aangezien 1000 het getal voor volwassenheid is. Al deze visies zijn traditionele interpretaties, aangezien de verschillende visies al eeuwen bestaan.
De a-millenniumnisten geloven dat gedurende deze periode zowel de regering van Christus als die van satan naast elkaar bestaan en beide tot volwassenheid komen. De post-millenniumnisten geloven dat de regering van Christus en de zijnen door middel van zijn kerk en verkondiging van het evangelie tot volwassenheid zal komen. Beiden geloven, in tegenstelling tot het chiliasme dat daar extreme politieke conclusies aan verbindt, dat het duizendjarige vrederijk er nu al is.